# Boviste
Die Boviste (Bovista) sind eine Pilzgattung aus der Familie der Champignonverwandten.
Die Typusart ist der Bleigraue Bovist (Bovista plumbea).:86

## Merkmale
Es handelt sich um Arten mit kleinen bis mittelgroßen und oberirdischen angiocarpen Fruchtkörpern. Sie sind meist kugelig, zum Teil auch birnenförmig und lösen sich bei Reife manchmal vom Mycel ab. Die Gleba ist anfangs weiß, später oliv- bis schwarzbraun. Eine Subgleba fehlt oder ist kompakt. Das Capillitium ist vom Bovista- oder Lycoperdon-Typ, Übergangsformen sind möglich. Die Boviste besitzen eine zweischichtige Exoperidie, die bei Reife abfällt oder in Form unauffälliger Schüppchen oder Flocken erhalten bleibt. Die papier- oder pergamentartige Endoperidie öffnet sich bei Reife am Scheitel.

## Ökologie
Die Arten der Gattung kommen vor allem auf Weiden, im Grünland, auf Dünen oder in Steppen vor.

## Arten

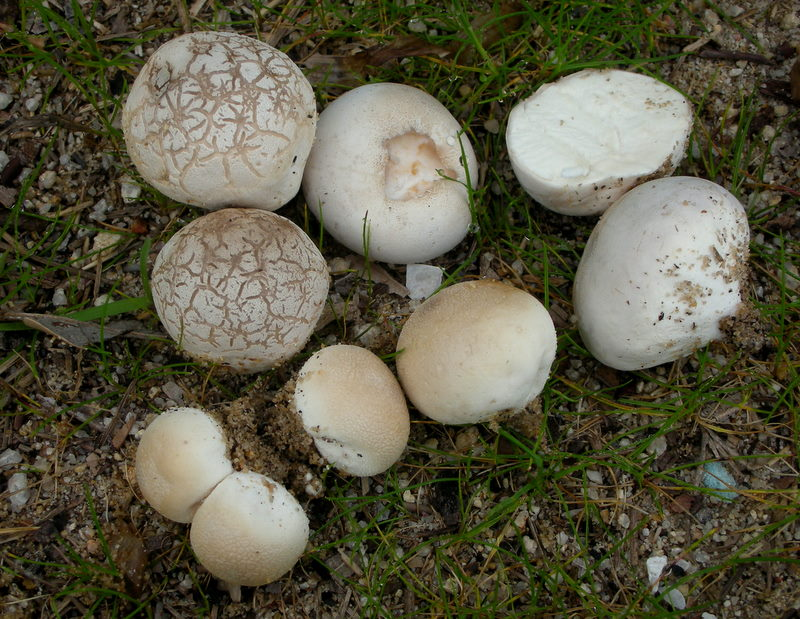
Heide-Bovist Bovista aestivalis
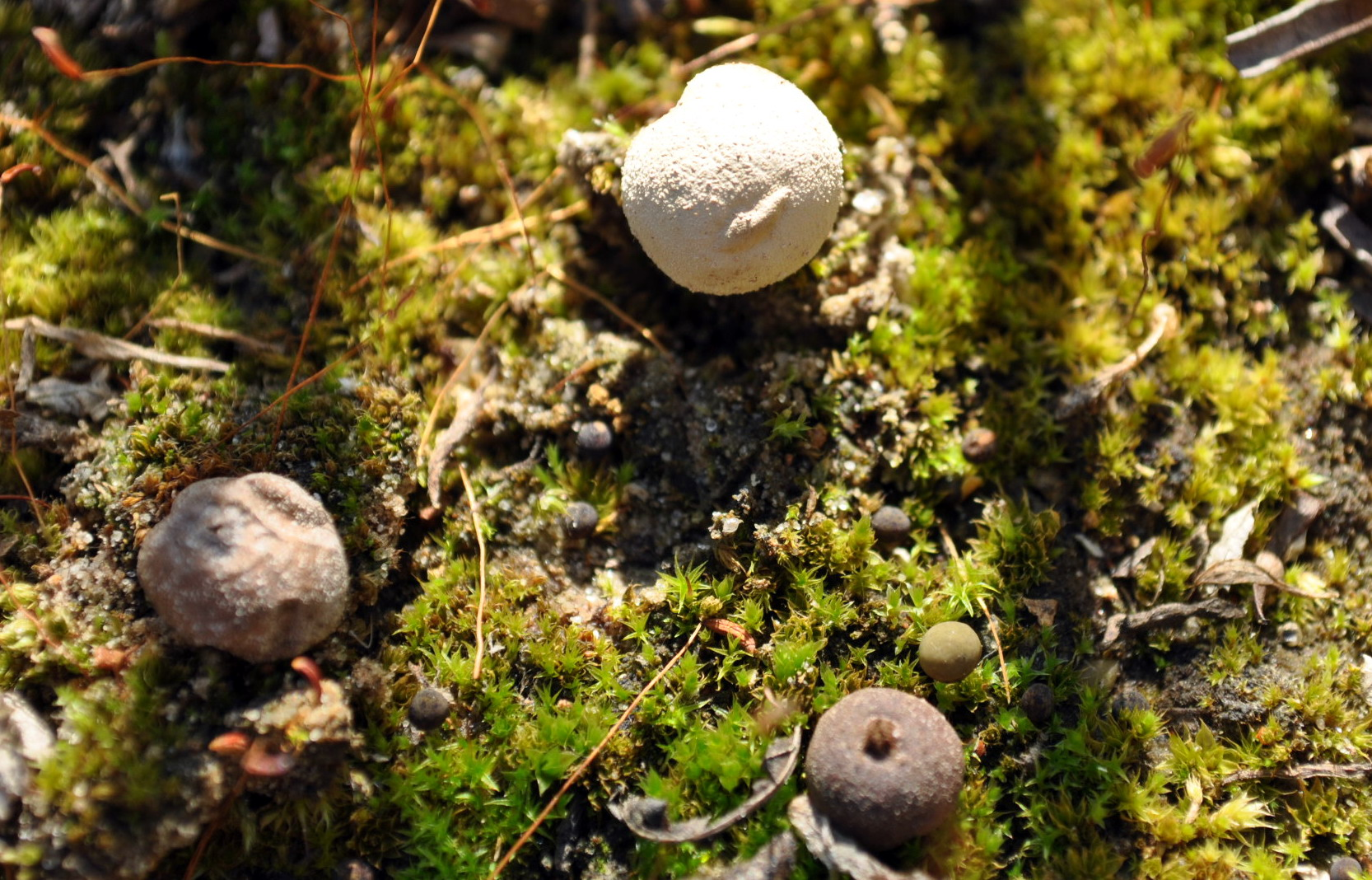
Kleinster Bovist Bovista limosa
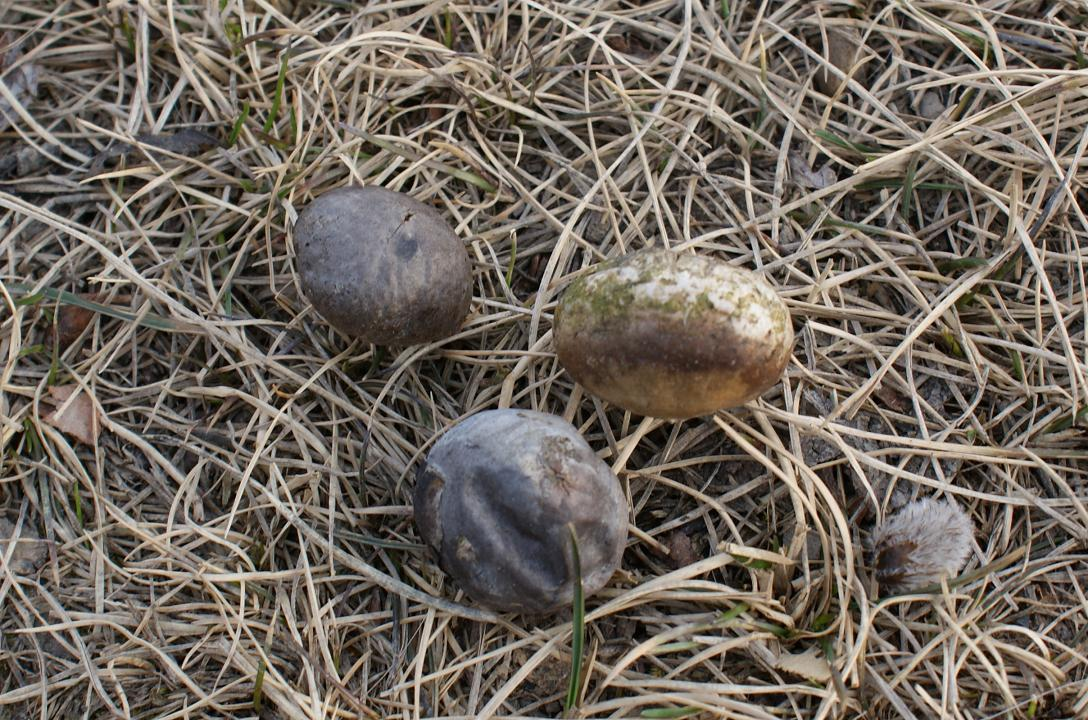
Bleigrauer Bovist Bovista plumbea
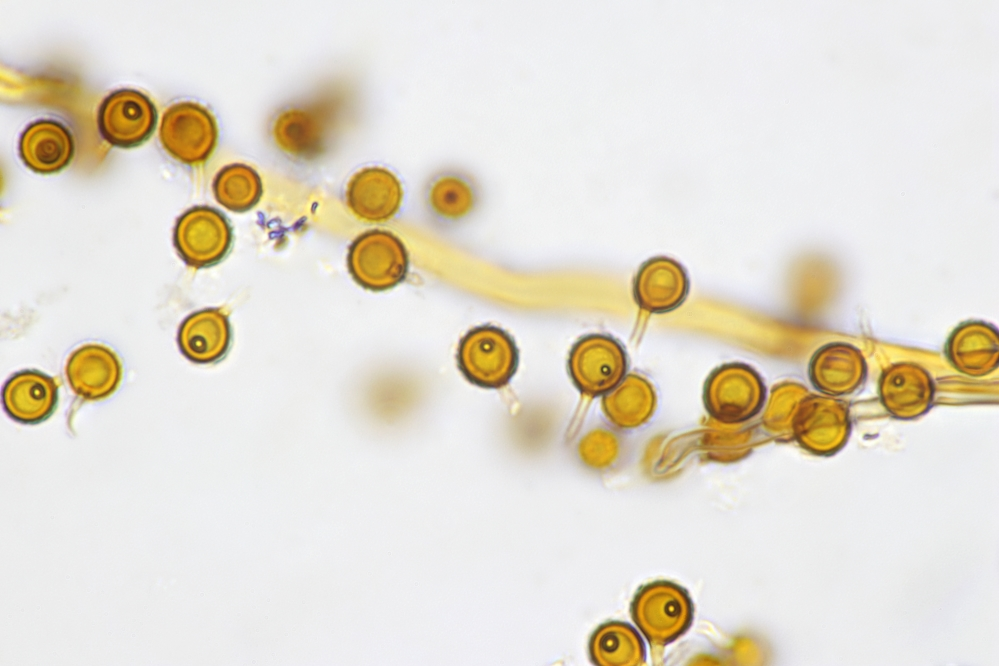
Bleigrauer Bovist: Sporen im Durchlicht

Die Gattung umfasst weltweit etwa 50 Arten. In Europa kommen folgende Arten vor bzw. sind dort zu erwarten.
| Boviste (Bovista) in Europa |                         |                                                 |
| \| Deutscher Name \| Wissenschaftlicher Name \| Autorenzitat \| \| ----------------------- \| ----------------------- \| ----------------------------------------------- \| \| Zugespitzter Bovist \| Bovista acuminata \| (Bosc 1851) Kreisel 1964> \| \| Heide-Bovist \| Bovista aestivalis \| (Bonorden 1851) Demoulin 1979 \| \| \| Bovista bovistoides \| (Cooke & Massee 1887) S. Ahmad 1952 \| \| \| Bovista colorata \| (Peck 1878) Kreisel 1964 \| \| Kreideweißer Bovist \| Bovista cretacea \| T.C.E. Fries 1914 \| \| \| Bovista cunninghamii \| Kreisel 1967 \| \| \| Bovista dakotensis \| (Brenckle 1910) Kreisel 1964 \| \| \| Bovista delicata \| Berkeley & M.A. Curtis 1860 emend. Kreisel 1967 \| \| \| Bovista furfuracea \| (J.F. Gmelin 1792 : Persoon 1801) Persoon 1801 \| \| \| Bovista glacialis \| Kreisel 1964 \| \| Feld-Bovist \| Bovista graveolens \| Schwalb 1893 \| \| Kleinster Bovist \| Bovista limosa \| Rostrup 1896 \| \| Schwärzender Bovist \| Bovista nigrescens \| Persoon 1794 : Persoon 1801 \| \| \| Bovista ochrotricha \| Kreisel 1967 \| \| Sumpf- oder Moor-Bovist \| Bovista paludosa \| Léveillé 1846 \| \| Bleigrauer Bovist \| Bovista plumbea \| Persoon 1796 : Persoon 1801 \| \| Hain-Bovist \| Bovista polymorpha \| (Vittadini 1842) Kreisel 1964 \| \| \| Bovista promontorii \| Kreisel 1967 \| \| \| Bovista pusilliformis \| (Kreisel 1962) Kreisel 1964 \| \| Filziger Bovist \| Bovista tomentosa \| (Vittadini 1842) De Toni 1888 \| |                         |                                                 |
| Deutscher Name | Wissenschaftlicher Name | Autorenzitat                                    |
| Zugespitzter Bovist | Bovista acuminata       | (Bosc 1851) Kreisel 1964>                       |
| Heide-Bovist | Bovista aestivalis      | (Bonorden 1851) Demoulin 1979                   |
| | Bovista bovistoides     | (Cooke & Massee 1887) S. Ahmad 1952             |
| | Bovista colorata        | (Peck 1878) Kreisel 1964                        |
| Kreideweißer Bovist | Bovista cretacea        | T.C.E. Fries 1914                               |
| | Bovista cunninghamii    | Kreisel 1967                                    |
| | Bovista dakotensis      | (Brenckle 1910) Kreisel 1964                    |
| | Bovista delicata        | Berkeley & M.A. Curtis 1860 emend. Kreisel 1967 |
| | Bovista furfuracea      | (J.F. Gmelin 1792 : Persoon 1801) Persoon 1801  |
| | Bovista glacialis       | Kreisel 1964                                    |
| Feld-Bovist | Bovista graveolens      | Schwalb 1893                                    |
| Kleinster Bovist | Bovista limosa          | Rostrup 1896                                    |
| Schwärzender Bovist | Bovista nigrescens      | Persoon 1794 : Persoon 1801                     |
| | Bovista ochrotricha     | Kreisel 1967                                    |
| Sumpf- oder Moor-Bovist | Bovista paludosa        | Léveillé 1846                                   |
| Bleigrauer Bovist | Bovista plumbea         | Persoon 1796 : Persoon 1801                     |
| Hain-Bovist | Bovista polymorpha      | (Vittadini 1842) Kreisel 1964                   |
| | Bovista promontorii     | Kreisel 1967                                    |
| | Bovista pusilliformis   | (Kreisel 1962) Kreisel 1964                     |
| Filziger Bovist | Bovista tomentosa       | (Vittadini 1842) De Toni 1888                   |

- Heide-Bovist
Bovista aestivalis
- Kleinster Bovist
Bovista limosa
- Bleigrauer Bovist
Bovista plumbea
- Bleigrauer Bovist:
Sporen im Durchlicht